# Липчице на Влтави
Липчице на Влтави (чеш. Libčice nad Vltavou) град је у Чешкој Републици. Град се налази у управној јединици Средњочешки крај, у оквиру којег припада округу Праг-запад.

## Становништво
Према подацима о броју становника из 2014. године град је имао 3.322 становника.